# Judith Rich Harris
Judith Rich Harris (Brooklyn, Nueva York,10 de febrero de 1938-Municipio de Middletown (Nueva Jersey), 29 de diciembre de 2018) fue una psicóloga estadounidense autora de The Nurture Assumption, traducido como El Mito de la educación en castellano, un libro que critica y cuestiona la creencia de que los padres son el factor más importante en el desarrollo de la personalidad infantil y en el que reseña y revisa exhaustivamente pruebas que contradicen dicha creencia. Su obra No hay dos iguales, publicada en 2006, completa y resume su teoría sobre este tema.

## Biografía
Nacida el 10 de febrero de 1938 e instalada en Tucson, Arizona por el clima seco adecuado para su padre, quien sufría de espondilitis anquilosante, se graduó en el instituto de Tucson y continuó sus estudios postobligatorios en las universidades de Arizona y Brandeis, donde en esta última se graduó magna cum laude de Brandeis en 1959 y fue galardonada con el Premio Lila Pearlman en psicología en el 1959. En 1961 recibió el premio maestro del grado en psicología de la Universidad de Harvard. Trabajó como profesora asistente en psicología en el MIT (1961-1962) y más tarde como investigadora en Bolt Beranek y Newman (1962-1963) en la Universidad de Pensilvania.
En 1961 se casó con Charles S. Harris, con quien tuvo dos hijas, una de ellas adoptada, y más tarde cuatro nietos. Desde finales de los años 70 se vio obligada a guardar cama debido a una enfermedad autoinmune conocida Enfermedad mixta del tejido conectivo, pero continuó trabajando y escribiendo para diversas revistas, elaborando además un modelo matemático de búsqueda visual que fue la base para la publicación de dos artículos de la revista “Perception and Psychophysics”. 
A pesar de haber redactado una gran variedad de artículos en lo que a temática se refiere, sus obras principales destacan por estar enfocadas en el comportamiento y desarrollo infantil, su ambiente y educación como The Child: Development from Birth through Adolescence (1984), Infant and Child: Development from Birth through Middle Childhood, (1992), entre otros. A partir de 1981 comenzó a enfocarse en la redacción de diversos libros sobre Psicología del desarrollo conocidos como "The child" (1984) y "Infant and child",(1992) traducidos como "El Niño" y "Del lactante al niño" en castellano, en los que colaboró con Robert Liebert como coautor. 
Actualmente, Harris es miembro de la Asociación de Ciencia Psicológica y Phi Beta Kappa. En 1998 recibió el premio George A. Miller de la APA por su artículo "Where Is the Child's Environment? A Group Socialization Theory of Development" y en 2007 recibió asimismo el premio David Horrobin para Teorías Médicas por su artículo "Parental selection: a third selection process in the evolution of human hairlessness and skin color"

## Teoría de la Socialización Grupal
En 1994 Harris empezó a trabajar en el desarrollo de una nueva teoría sobre el desarrollo infantil. Dicha teoría, que nació a raíz del artículo "Where is the child's environment? A group socialization theory of development"  en el Psychological Review por la que recibió de la Asociación Americana de Psicología el Premio George A. Miller  por un artículo reciente en Psicología General, cuestionaba la influencia de los padres en el desarrollo de la personalidad de los niños, proponiendo que eran las relaciones intra e intergrupales y no las relaciones diádicas las responsables de la transmisión de la cultura y de la modificación de los rasgos de la personalidad de los niños; sostiene que los niños se identifican con sus compañeros y compañeros de juego en lugar de con sus padres, y modificará su comportamiento para encajar con el grupo de pares, lo que en última instancia, ayuda a formar el carácter del individuo. Esta teoría continuó hasta 1995, cuando comenzó a trabajar en "El mito de la educación". Más tarde, continuaba su teoría en el libro “No hay dos iguales”, siendo estos sus dos libros más polémicos.
- El mito de la educación: Publicado en 1998 y fue traducido al español recién en el año 2006 considerada su obra más representativa, este libro tiene dos objetivos: el primero, disuadir de la noción de que la personalidad de un niño, a lo que solemos llamar carácter, se forma o se modifica debido a los padres y el segundo, ofrecer un punto de vista alternativo sobre cómo se forma y desarrolla esa personalidad. Harris afirma que en la formación de la personalidad del niño no solo influyen los genes sino también un entorno del cual no forman parte los padres. Su teoría, llamada "Teoría de la socialización grupal" por este hecho, expone que los genes de un niño predisponen a este a desarrollar un tipo de personalidad determinada, pero es el entorno ajeno al hogar el que es capaz de cambiarle. Sin embargo, tampoco niega el papel parental en la formación de esa personalidad, asumiendo que los niños también se parecen a sus padres, siendo posible incluso que ambos puedan puntuar de manera similar en test de personalidad adecuados. Para Harris el desacuerdo empieza al preguntarse el porqué de esa similitud, y es que a nivel popular la explicación más válida es que ese parecido es precisamente debido a la influencia parental, pero la autora afirma que ese parecido se debe principalmente a la herencia genética. Por tanto, concluye y no sin crear cierta polémica al respecto, que la influencia de los padres en el comportamiento de sus hijos es nula y que, en su lugar, es la influencia de su entorno externo (amigos, conocidos, etc) la que forma la personalidad infantil.

- No hay dos iguales: Publicado en 2015 y traducido al español en 2016 llevando más allá algunas de las ideas expresadas en El mito de la educación, es un libro que busca responder a preguntas comunes como por qué somos diferentes los unos de los otros e incluso, por qué lo son los hermanos que han sido criados juntos. Para ello, la autora hace hincapié en los papeles de la genética y el ambiente y propone tres sistemas responsables de la personalidad propia de cada individuo:  el sistema de las relaciones, que nos permite distinguir entre miembros de la familia y el hogar y miembros fuera de estos, el sistema de socialización, que permite entablar relaciones intrapersonales y ser parte de un grupo, y el sistema de estatus con funciones y/u objetivos que nos permite compararnos a nosotros mismos con respecto a los demás. Sin embargo, esta propuesta no niega una cierta influencia de los padres y la familia en la personalidad infantil.

## Impacto de la obra
La Teoría de la Socialización Grupal ha tenido cierto impacto e influencia en otros campos, como en el desarrollo del lenguaje. En este caso, se ha observado que, efectivamente, los niños suelen adquirir su lenguaje el acento de sus compañeros o conocidos y no el de sus figuras paternas. Asimismo, se ha observado que en ocasiones hay culturas en que los niños aprenden un lenguaje aun cuando los adultos no se dirigen realmente a ellos, pero en las que escuchan a los compañeros de su alrededor.
Por otro lado la teoría de la socialización a través del grupo predice que los niños se comportan de forma diferente en distintos contextos sociales porqué la conducta aprendida es específica para el contexto en el que ha sido aprendida. Así, cualquier semejanza entre cómo se comportan los niños en diferentes contextos se deberá a factores genéticos. La conducta aprendida, es decir, la conducta adquirida fuera de casa puede filtrarse en el hogar, pero al revés nunca, cuando los dos contextos se solapan, la conducta adquirida fuera de casa tendrá preferencia.
Por ejemplo cuando un niño invita a sus amigos a casa después de la escuela y está jugando con ellos ¿Qué reglas de conducta sigue las de sus padres o la de sus amigos? Cuando un padre lleva a su hija adolescente a un restaurante e invita a unas cuantas amigas ¿ ve que se comporte de un modo que no le resulte familiar? ¿Qué hace un chico cuando se despelleja la rodilla en presencia de su madre y de sus compañeros: llora, como lo haría si estuviera con su madre, o se hace el duro, como lo haría con sus compañeros?

## Publicaciones
- Harris, JR, & Liebert, RM (1984, 1987, 1991). El niño: desarrollo desde el nacimiento hasta la adolescencia. Prentice Hall, ISBN 978-0-13-131046-9
- Harris, JR, Shaw, ML, & AltoM, MJ (1985). Las curvas de posición de serie para el tiempo de reacción y precisión en la búsqueda visual: las pruebas de un modelo de procesamiento de superposición. Perception & Psychophysics, 38, 178-187.
- Harris, JR (1995). ¿Dónde está el entorno del niño? Una teoría de la socialización del grupo de desarrollo. Psychological Review, 102, 458-489.
- Harris, JR (1998). La hipótesis de nutrir: ¿Por qué los niños resulten de la manera que lo hacen. Free Press, ISBN 978-0-684-84409-1.
- Harris, JR (2000). Socialización, desarrollo de la personalidad, y los entornos del niño. Developmental Psychology, 36, 699-710.
- Harris, JR (2000). Contexto de aprendizaje específicas, la personalidad y el orden de nacimiento. Indicaciones actuales en Psychological Science, 9, 174-177.
- Harris, JR (2002, 17 de enero). ¿Por qué la gente cree que el orden de nacimiento tiene efectos importantes en la personalidad? La crianza del sitio Web de la Asunción. Obtenido 2007-08-27
- Harris, JR (2006). Selección de los padres: Un proceso de selección de terceros en la evolución de la calvicie humana y el color de la piel. Medical Hypotheses, 66, 1053-1059.
- Harris, JR (2006). No hay dos iguales: la naturaleza humana y la individualidad humana. WW Norton, ISBN 978-0-393-05948-9